# Адапа
Адапа — в шумеро-аккадской мифологии — эпический герой, рыбак и мудрец, первый человек (один из возможных прототипов библейского Адама).
Отрывки аккадско-вавилонского мифологического сказания «Адапа и Южный ветер» сохранились в поздних копиях, — на одной из глиняных табличек из египетского Амарнского архива (XIV в. до н. э.), а также в библиотеке ассирийского царя Ашшурбанапала (669—627 гг. до н. э.). Подробных произведений об Адапе на шумерском языке не найдено. Однако его имя известно и по шумерским источникам.
По мифу Адапа был наполовину богом, сыном одного из главных шумеро-аккадских богов — бога мудрости Эйи (шумер. Энки). При этом Адапа жил в городе Эриду(ге), который был «домом» его бога-отца. Здесь Адапа рыбачил, снабжая рыбой Эриду и святилище Эйи.
В древности Адапа считался также помощником в заклинаниях против насылающей болезни львиноголовой женщины-демона Ламашту, принадлежащей к «семерке злых демонов».
Иногда Адапа причисляется и к «семи мудрецам» абгаллу (аккад. апкаллу), которые помогали Энки основывать шумерские города.
В ряде случаев Адапу называют «Адапа У-Ан», в других — советником (а также священником и экзорцистом) первого царя Эриду Алулима.
Мудрость Адапы долго почиталась в Месопотамии. Так ассирийский царь Синаххериб, чтобы подчеркнуть приверженность древним традициям, именовался «внуком премудрого — Адапой».
Некоторые современные историки предполагают, что Адапа мог быть реальным обожествленным правителем-жрецом Эриду.

## «Адапа и Южный ветер»: Миф о несостоявшемся бессмертии
В сказании «Адапа и Южный ветер» говорится, что однажды Адапа ловил рыбу и был застигнут ветром, который перевернул его лодку. За это Адапа обломал крылья Южному ветру (по другой интерпретации — проклял богиню ветра Нинлиль). Услышав жалобу на Адапу, главный шумерский бог неба Ану (шумер. Ан) разгневался на него и призвал к себе для ответа на небо. Эйя посоветовал своему сыну идти каяться к Ану, облачившись в траурные одежды, но отказываться от предложенной на небе еды и питья, чтобы не быть отравленным (не оказаться привязанным к небесам навсегда).
Представ перед стражами небесных врат Таммузом (шумер. Думузи) и Гишзидой, Адапа сказал, что одел траур ради них, что он плачет по ним — исчезнувшим с земли двум богам. После этого они заступились за Адапу перед Ану. Главный небесный бог не только прощает Адапу, но и предлагает ему «хлебы» и «воду» вечной жизни. Но Адапа, помня совет отца Эйи, отказывается, после чего Ану изгоняет Адапу обратно на землю. Таким образом, Адапа, взятый живым на небо, вернулся на землю (но упустил шанс стать бессмертным).
В сюжете этого мифа некоторые современные исследователи видят переклички с библейской историей изгнания его из рая и лишения бессмертия первого человека (Адама).
Также некоторые исследователи указывают на возможные параллели между мифом об Адапе и содержанием Второй книги Еноха.